# 安平追想曲

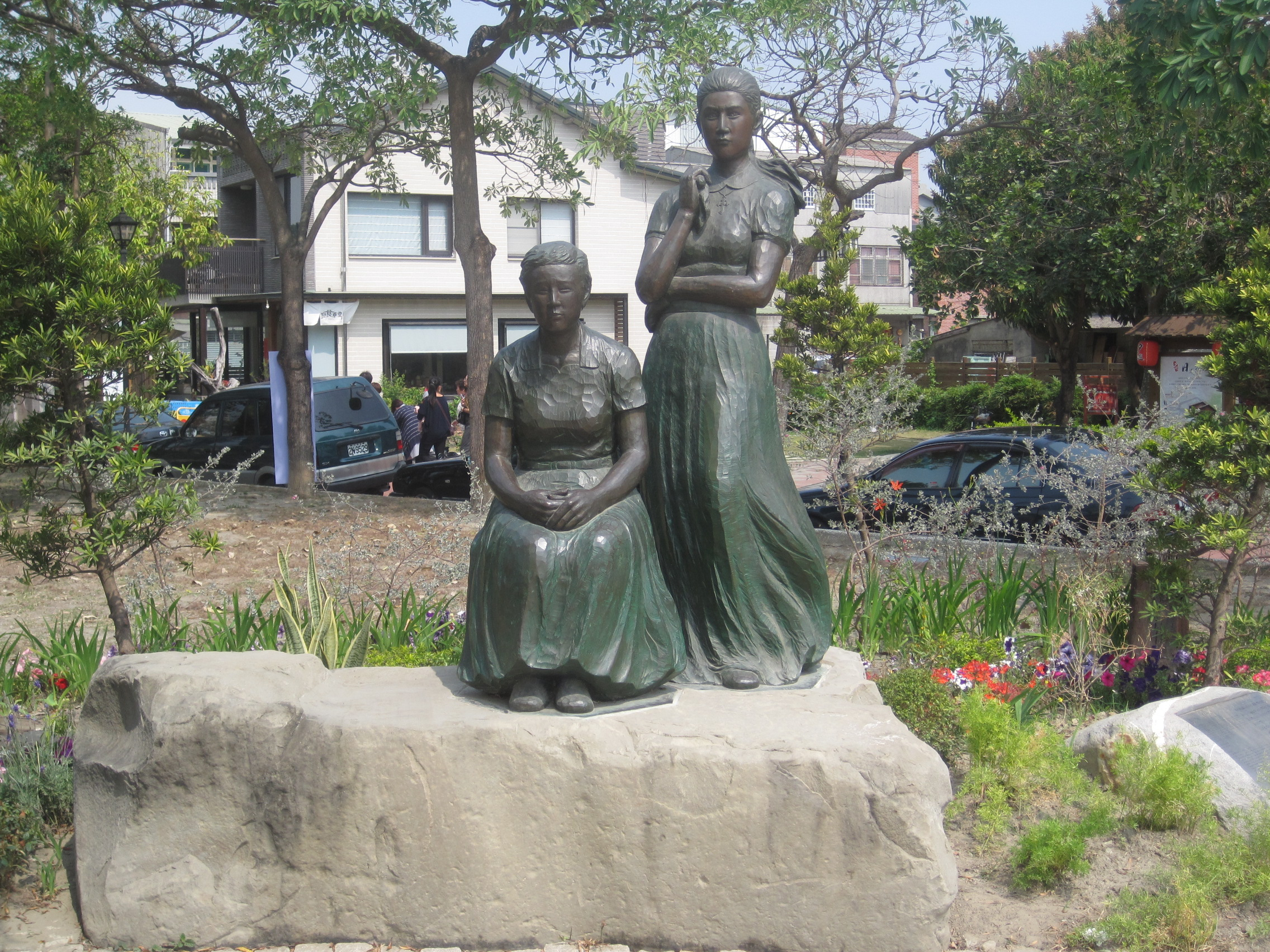
台南市安平区にある「金さん」母娘の銅像

『安平追想曲』（あんぴんついそうきょく、アンピントゥイションキク、台湾語白話字：An-pêng Tui-sióng-khek）は、1951年に発表された台湾語の民謡である。作詞者は陳達儒、作曲者は許石である。許石がミヌエット調の曲を作曲した後、陳達儒が台南で聞いた少女の悲恋物語に基づいて歌詞をつけたという。

## 解説
歌詞はオランダ人船医と港町安平の商人の娘との間にもうけた金髪の少女「金さん」（金小姐、台湾語：Kim sió-chiá）は母と同じように西洋人の船員に恋をしたが、恋人もまた母と自分を捨てた父と同じように音信不通となったため、少女が毎日安平港で恋人との再会を待っている様子を描く。背景としては清の時代、天津条約により台南の安平港が開港した後、多くのイギリスの商船にオランダ人の船医が乗船して台湾に来たという。歌詞の中には「金髪」「金十字」「私生児」「オランダの船医」など、金さんの出自を示唆する言葉が多くある。
「金さん」は陳達儒が創作した架空の人物であるが、現在でも台南現地で「金さん」を実在した人物だと思う人が多くおり、実際に「金さん」の子孫に会ったことがあると証言した年配者もいる。
2011年8月に、この曲にちなんで、「金さん」とその母親の銅像が台南市安平区の徳商東興洋行の前で設置された。